# Neuenhammer (Kirchenlamitz)

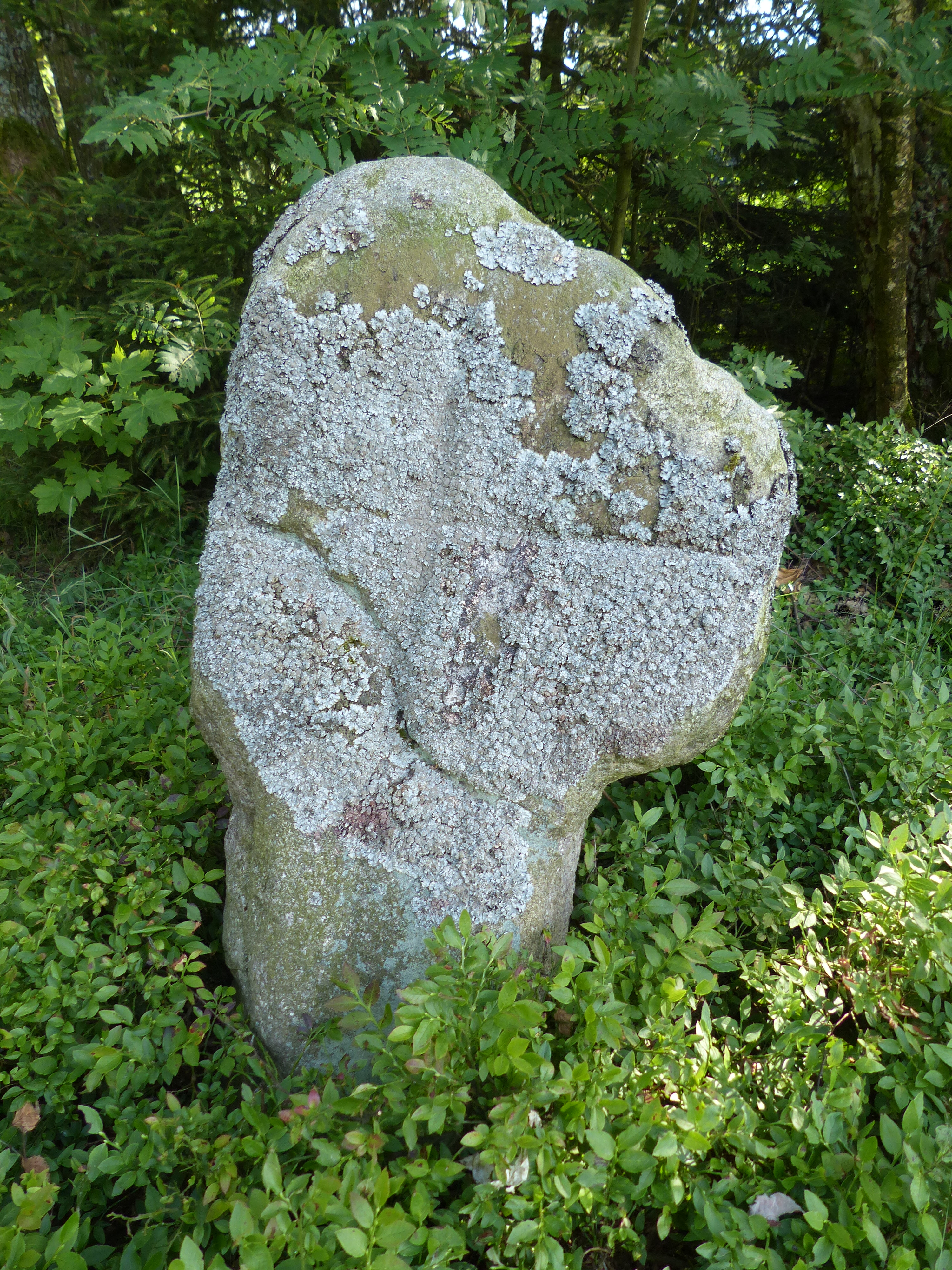
Steinkreuz bei Neuenhammer

Neuenhammer ist ein Gemeindeteil der Stadt Kirchenlamitz im Landkreis Wunsiedel im Fichtelgebirge (Oberfranken, Bayern).
Die Einöde Neuenhammer und der benachbarte Gemeindeteil Fahrenbühl liegen an einer Landstraße zwischen Niederlamitz, Wustung und Schwarzenbach an der Saale parallel zur Staatsstraße 2177. Die Bahnstrecke Weiden–Oberkotzau und die Lamitz führen an Neuenhammer vorbei.
Ein Steinkreuz aus dem 15. Jahrhundert östlich außerhalb des Ortes am Waldrand bei einer Wegkreuzung steht unter Denkmalschutz. Die Arme des Kreuzes sind abgeschlagen oder abgewittert. Die beidseitig eingemeißelten Kreuze sind aus jüngerer Zeit.